# Jaime Ramírez (cyclisme, 1990)
Pour les articles homonymes, voir Jaime Ramírez et Ramírez.
Ramírez  Almanza est un nom espagnol. Le premier nom de famille, en général paternel, est Ramírez ; le second, en général maternel, souvent omis, est Almanza.
Jaime Gabriel Ramírez Almanza, né le 25 août 1990, est un coureur cycliste nicaraguayen.

## Biographie
En 2011, Jaime Ramírez se distingue en remportant le classement général du Tour du Nicaragua,.
En 2017, il gagne le titre en ligne des championnats du Nicaragua.

## Palmarès
- 2008
  -  Champion du Nicaragua sur route juniors
- 2009
  - Ruta Sébaco
  - 5e étape du Tour du Nicaragua
- 2010
  - 2e du championnat du Nicaragua sur route
- 2011
  - 2e étape de la Vuelta al Norte de Nicaragua
  - Tour du Nicaragua :
    - Classement général
    - 2e étape

  - 2e de la Vuelta al Norte de Nicaragua
  - 3e du championnat du Nicaragua sur route espoirs
- 2012
  -  Champion du Nicaragua du contre-la-montre espoirs
  - 3e étape du Torneo Abel Urbina
- 2014
  - Copa Guanacasteca :
    - Classement général
    - 1re, 2e et 5e étapes

  - 2e du championnat du Nicaragua du contre-la-montre
- 2016
  - 3e du championnat du Nicaragua sur route
- 2017
  -  Champion du Nicaragua sur route
  - 3e du championnat du Nicaragua du contre-la-montre
- 2019
  - Torneo Apertura
- 2023
  - 3e du championnat du Nicaragua sur route